# Katherine Hui
Pour les articles homonymes, voir Hui.
Katherine Hui, née le 29 janvier 2005, est une joueuse de tennis américaine, professionnelle depuis 2020. 
Ses parents sont des immigrés chinois.

## Carrière junior
En 2023, elle gagne, en simple filles, l'US Open Junior sans perdre un seul set du tournoi.

## Parcours en Grand Chelem

### En simple dames
| Année | Open d'Australie | Open d'Australie | Internationaux de France | Internationaux de France | Wimbledon | Wimbledon | US Open         | US Open          |
| ----- | ---------------- | ---------------- | ------------------------ | ------------------------ | --------- | --------- | --------------- | ---------------- |
| 2023  | —                | —                | —                        | —                        | —         | —         | 1er tour (1/64) | Eugenie Bouchard |

N.B. : à droite du résultat se trouve le nom de l'ultime adversaire.

## Classements WTA en fin de saison
| Année          | 2020 | 2021 | 2022 | 2023 |
| Rang en simple | –    | –    | 977  | 912  |
| Rang en double | 1461 | 1672 | 676  | 657  |

Source : (en) Classements de Katherine Hui sur le site officiel de la Fédération internationale de tennis